# Everett Alvarez
Everett Alvarez Jr. (Salinas, 3 aprile 1937) è un militare statunitense.

## Biografia
È stato un Commander della Marina americana che ha subito uno dei più lunghi periodi come un prigioniero di guerra (POW, dall'inglese Prisoner of War) nella storia americana. Egli è stato recluso nel Vietnam del Nord per otto anni, diventando il secondo prigioniero di guerra della storia americana.
Álvarez era nipote di immigrati provenienti dal Messico. Era entrato a far parte della Marina Militare degli Stati Uniti nel 1960 ed era stato selezionato per l'addestramento come pilota. Il 5 agosto 1964, l'aereo dell'allora sottotenente di vascello (LTJG) Álvarez, uno Skyhawk, venne abbattuto nel corso dell'operazione Pierce Arrow, collegata a quello che fu poi conosciuto come "Incidente del Golfo del Tonchino". Catturato dai nordvietnamiti, fu imprigionato nella Hỏa Lò Prison (sarcasticamente denominata dai suoi compagni di prigionia "Hanoi Hilton"), nella quale fu brutalmente picchiato e torturato. 
Dopo il suo ritorno negli Stati Uniti nel 1973, Alvarez ha deciso di rimanere in Marina, andando in pensione come comandante dal 1980. Álvarez è coautore di due libri: una storia della sua esperienza come prigioniero di guerra e un codice di condotta.
Álvarez è accreditato come famoso membro di Toastmasters International.

## Onorificenze
In suo onore sono stati intitolati un parco a Santa Clara, California e un ufficio postale nella Contea di Montgomery nel Maryland. Inoltre gli sono state conferite le seguenti medaglie: